# Aires protégées en Lettonie
Les aires protégées ou espaces naturels protégés en Lettonie (en letton : Aizsargājamās teritorijas Latvijā) sont des espaces géographiques terrestres ou marins délimités dans lesquels des règles particulières peuvent s'appliquer, dans un but de préservation du patrimoine naturel ou culturel, auquel s'ajoute souvent un objectif de développement durable. En Lettonie, ils sont définis par la Loi de 1993 sur les aires naturelles protégées.
Au total, le pays compte 683 zones spéciales de conservation, dont le statut a été approuvé par la loi ou le Conseil des ministres, ces ZSC sont différentes de celles définies par le réseau Natura 2000, elles sont regroupées en 8 catégories :
- 4 Parcs nationaux ;
- 1 réserve de biosphère ;
- 42 parcs naturels ;
- 9 sites protégés ;
- 261 aires naturelles protégées ;
- 4 réserves naturelles ;
- 7 aires marines protégées ;
- 355 monuments naturels individuels, naturels ou humains:
  - formations géologiques et géomorphologiques;
  - arbres protégés;
  - plantations dendrologiques;
  - voies.

- 333 sites Natura 2000, dont une partie est également protégé par la législation nationale, dans une autre catégorie[3]

## Parcs nationaux
La Lettonie compte 4 parcs nationaux qui font tous l'objet d'un classement Natura 2000.
Liste des parcs nationaux :
- Parc national de la Gauja
- Parc national de Ķemeri
- Parc national de Rāzna
- Parc national de Slītere

## Réserve de biosphère

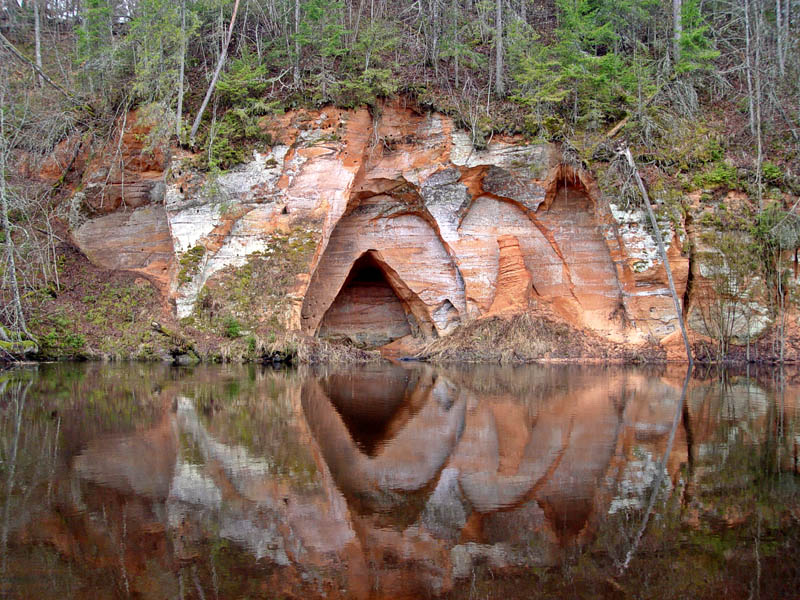
La grotte de l'ange, le long de la rivière Salaca au sein de la réserve de biosphère de Vidzeme septentrionale

La réserve de biosphère de Vidzeme septentrionale (en letton : Ziemeļvidzemes biosfēras rezervāts) est la seule réserve de biosphère de Lettonie, située dans la partie nord de la Vidzeme, le long de la frontière avec l'Estonie,,,. Elle a été officiellement créée le 11 décembre 1997 et depuis 1997, elle a été internationalement reconnue dans le cadre du programme de l’UNESCO sur l’homme et la biosphère. 
La réserve comprend une multitude d'habitats naturels et semi-naturels variés. Il englobe de vastes zones de paysages primaires et traditionnels. La zone comprend 25 réserves naturelles, un parc naturel et deux aires marines protégées,. Plus de la moitié de la zone terrestre de la réserve est couverte de forêts et de marécages.
La réserve de biosphère est une attraction touristique en raison de sa valeur environnementale et de la rivière Salaca, qui commence son long voyage de 95 km depuis le pittoresque lac Burtnieks et se jette dans la mer Baltique . 

## Parcs naturels
La Lettonie abrite 42 parcs naturels, territoires dont l'aménagement est prévu à long terme, notamment l'utilisation des sols et les changements dans leur affectation, via la régulation de l'emprise de l'agriculture, des activités industrielles, de l'artificialisation des sols due notamment à l'étalement urbain, etc. Les milieux naturels (faune, flore, etc.) y sont pour partie protégés des activités humaines pouvant leur nuire. Les parcs naturels de Lettonie ont une vocation touristique et diffèrent des réserves naturelles, plus strictement protégées.
- Parc naturel de la vallée de l'Abava
- Parc naturel du lac d'Adamova
- Parc naturel du bassin d'Aiviekste
- Parc naturel de Bauska
- Parc naturel de Beberbeķi
- Parc naturel de Bernāti
- Parc naturel du lac Cārmins
- Parc naturel du lac Cirišs
- Parc naturel de la vallée de Daugava
- Parc naturel Daugavas loki
- Parc naturel de l'île de Dole
- Parc naturel du lac Drīdzis
- Parc naturel de la tourbière de Driksnis
- Parc naturel du bassin de Dviete
- Parc naturel d'Embūte
- Parc naturel du lac d'Engure
- Parc naturel du Gaiziņkalns
- Parc naturel des collines d'Istra
- Parc naturel de la Kuja
- Parc naturel du lac Kurjanova
- Parc naturel du lac Laukezers
- Parc naturel du lac Medums
- Parc naturel du Milzukalns
- Parc naturel de la vallée de l'Ogre
- Parc naturel des Collines bleues d'Ogre
- Parc naturel de Pape
- Parc naturel de Piejūra
- Parc naturel du lac Pinka
- Parc naturel de la Ragakāpa
- Parc naturel de la Riežupe
- Parc naturel de la vallée de la Salaca
- Parc naturel de Sauka
- Parc naturel de Silene
- Parc naturel de Svente
- Parc naturel de la plaine inondable de la Svēte
- Parc naturel des collines de Talsi
- Parc naturel de Tērvete
- Parc naturel d'Užava
- Parc naturel de la forêt de Vecumi
- Parc naturel du Vilce
- Parc naturel des forêts de Zvārde

## Sites Ramsar
La convention de Ramsar est entrée en vigueur en Lettonie le 25 novembre 1995.
En janvier 2020, le pays compte 56 sites Ramsar, couvrant une superficie de 1 503,18 km2 (soit environ 2,3% du territoire letton).